# Actium falcatum
Actium falcatum är en skalbaggsart som beskrevs av Albert A. Grigarick och Schuster 1971. Actium falcatum ingår i släktet Actium och familjen kortvingar. Inga underarter finns listade i Catalogue of Life.